# Китайская Церковь Христа
Китайская Церковь Христа — протестантская экуменическая организация, в настоящее время действующая лишь в Гонконге.
Начавшееся в 1919 году в Китае движение 4 мая вызвало бурный рост национализма среди молодёжи. Христианство стало рассматриваться как «иностранная религия», и представители миссионерских организаций пришли к выводу, что необходимо придать христианству «китайский характер», чтобы оно не отторгалось народными массами. Представители Пресвитерианской церкви, Лондонского миссионерского общества и конгрегационалистов согласились, что для более эффективной деятельности им необходимо объединиться.
В июле 1919 года церкви в Гуанчжоу провозгласили создание Гуандунского синода Церкви Христа в Китае. К декларации присоединились представители ряда других протестантских церквей, и в 1922 году в Шанхае собралась Временная Генеральная Ассамблея. В 1927 году в Школе Св. Марии на территории Шанхайского международного сеттльмента состоялась первая Генеральная Ассамблея новообразованной Китайской Церкви Христа, в которой приняло участие 88 человек (66 китайцев и 22 миссионера), представлявших 11 деноминаций и 53 местные ассоциации. Главой организации был избран Чэн Цзинъи.
Генеральные ассамблеи Китайской церкви Христа собирались ещё в 1930 (в Гуанчжоу), 1933 (в Сямэне) и в 1937 (в Циндао) годах. японо-китайская война прервала нормальную миссионерскую деятельность, а послевоенные условия привели к постепенному прекращению деятельности христианских организаций в Китае.